# Heliosperma
Heliosperma es un género  de plantas con flores con 30 especies  perteneciente a la familia de las cariofiláceas.

## Taxonomía
El género fue descrito por (Rchb.) Rchb. y publicado en Der Deutsche Botaniker Herbarienbuch 206. 1841. La especie tipo es: Heliosperma quadrifidum Rchb. 

## Especies seleccionadas
- Heliosperma albanicum K.Malý
- Heliosperma alpestre Rchb.
- Heliosperma arcanum Zapał.
- Heliosperma carpaticum (Zapał.) Klokov
- Heliosperma chromodontum Rohrb.[4]